# Psi Octantis
Psi Octantis är en gulvit ljusstark jätte i Oktantens stjärnbild.
Stjärnan har visuell magnitud +5,47 och är synlig för blotta ögat vid god seeing. Den befinner sig på ett avstånd av ungefär 125 ljusår.